# Filhos do Homem
Filhos do Homem é uma banda brasileira de música gospel originada em 1995. Em 2008, através de uma parceria com Emerson Pinheiro e com outros cantores, o grupo fechou um contrato com a gravadora MK Music.
A primeira formação da banda contava com os integrantes Cristiano Batiston, Rauli Matioda, Ivan Rodrigues, Fabiano, Adriano Debastiani e Robson Roldão. Depois de alguns anos entraram Diego Hernandes, Samuel Barbosa e Fabrine Schmidt. Em 2004 o baixista Ivan sai e dá lugar a André Gertrudes.
. Em 2005, Jadão Junqueira , Ex-baixista  da banda Katsbarnea, assume definitivamente o contra baixo do FDH. A banda realizou diversos eventos nos últimos anos, se destacando o evento da gravadora MK, que esteve com a banda em 2008 na Quinta da boa vista num show que reuniu 270 000 pessoas, o Louvorzão.
Novidade na produção do cd Pés na Rocha foi o convite do guitarrista renomado Juninho Betim.
Atualmente a banda está se preparando para uma nova fase com uma nova formação em 2016 com produção conjunta de Jônatas Vitorino e Cris Batiston.

## Discografia

### Álbuns[3]
| Ano  | Título                                            |
| ---- | ------------------------------------------------- |
| 2000 | Somos Teus Filhos                                 |
| 2002 | Mãos Limpas                                       |
| 2003 | Casa Favorita                                     |
| 2005 | Guerreiros da Última Geração                      |
| 2005 | Guerreiros da Última Geração 2 - Do Começo ao Fim |
| 2005 | Filhos do Homem 4                                 |
| 2006 | Os Ovelhas - Com Jesus Aprendi (Infantil)         |
| 2007 | Voz e Violão                                      |
| 2007 | Em Tudo ao Meu Redor                              |
| 2008 | Seremos Um                                        |
| 2013 | Pés na Rocha                                      |
| 2016 | Filhos do Homem, 20 Anos                          |
| 2018 | Voltando a Casa                                   |

### DVDs (videografia)
| Ano  | Título                       |
| ---- | ---------------------------- |
| 2005 | Guerreiros da Última Geração |
| 2005 | Filhos do Homem 4            |
| 2008 | Somos Teus Filhos            |